# Tokeen Bay

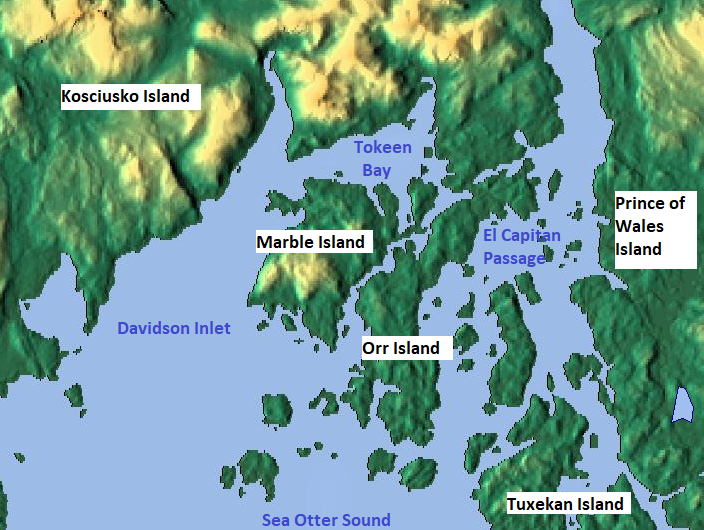
Tokeen Bay op de kaart met omliggende eilanden

Tokeen Bay is een baai in de Alexanderarchipel in de Alaska Panhandle in het zuidoosten van Alaska in de Verenigde Staten.

## Geografie
De baai ligt tussen Kosciusko Island in het noorden en oosten en Marble Island en enkele kleinere eilanden in het zuiden. In het westen mondt de baai uit in de Davidson Inlet.
Het waterlichaam ligt in de mariene ecoregio Noord-Amerikaans Pacifisch Fjordland.

## Geschiedenis
Naam van Indiaanse afkomst die in 1925 werd gepubliceerd door de United States National Geodetic Survey.